# Slag bij Beaver Dam Creek
De Slag bij Beaver Dam Creek vond plaats op 26 juni 1862 in Hanover County, Virginia tijdens de Amerikaanse Burgeroorlog. Deze slag is ook bekend als de Slag bij Mechanicsville of de Slag bij Ellerson's Mill en wordt gezien als het begin van de Zevendagenslag tijdens de Schiereiland-veldtocht. Dit gevecht markeert het begin van het Zuidelijk tegenoffensief van generaal Robert E. Lee tegen de Noordelijken bij Richmond onder leiding van generaal-majoor George B. McClellan. Lee probeerde de Noordelijke rechterflank te keren via een aanval ten noorden van de Chickahominy met eenheden onder leiding van generaal-majoor Thomas J. "Stonewall" Jackson. Jackson kwam echter te laat op gang waardoor generaal-majoor A.P. Hill versterkt met de divisie van generaal-majoor Daniel H. Hill de aanval opende tegen de stellingen van brigadegeneraal Fitz John Porters V Corps bij Beaver Dam Creek. De Zuidelijke aanvallen werden afgeslagen en Porter trok zich terug naar het veiliger Gaines Mill.

## Achtergrond

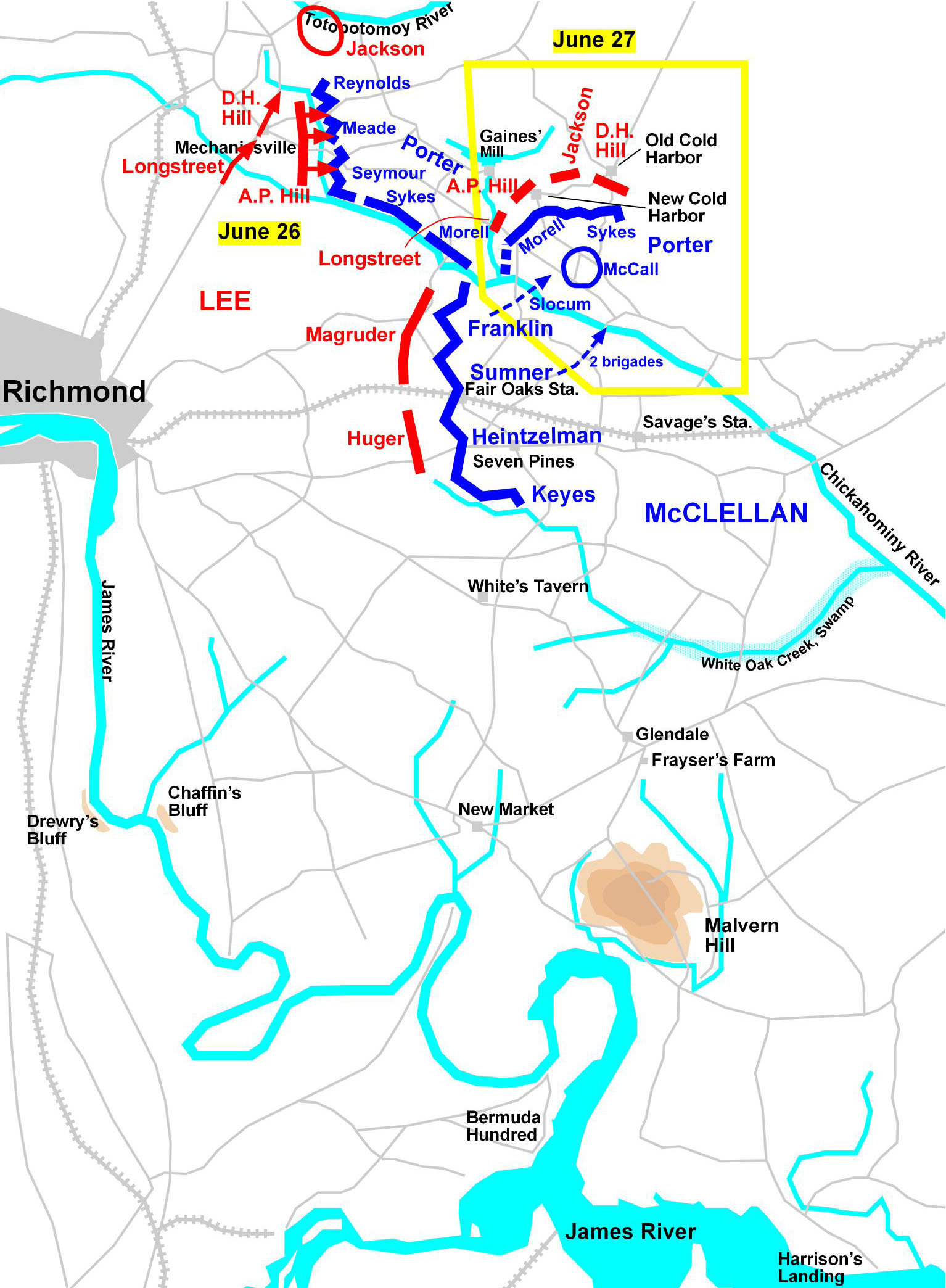
Zevendagenslag, 26 en 27 juni 1862

Na de Slag bij Seven Pines op 31 mei en 1 juni wachtte McClellan op beter weer om de aanval op Richmond te openen. Ondertussen werd generaal Robert E. Lee aangesteld als nieuwe bevelhebber van het Army of Northern Virginia. Hij gebruikte de tijd om zijn leger te reorganiseren. Hij liet Jackson overkomen vanuit de Shenandoahvallei die op 25 juni arriveerde. Jackson had vier divisies met zich meer onder leiding van brigadegeneraal Charles S. Winder, generaal-majoor Richard S. Ewell, brigadegeneraal William H. C. Whiting en generaal-majoor Daniel H. Hill
Het Army of the Potomac had stellingen ingenomen langs de Chickahominy rivier. Vier korpsen lagen in een halfcirkelvormige posities ten zuiden van de rivier. Het V Corps van brigadegeneraal Fitz John Porter lag ten noorden van de rivier bij Mechanicsville. Zijn korps lag in een L-vorm. Zijn stellingen liepen van een noordzuid-oriëntatie bij Beaver Dam Creek naar een zuidoost-oriëntatie langs de Chickahominyrivier. Lee verplaatste het merendeel van zijn leger ten noorden van de rivier om de Noordelijke rechterflank aan te vallen. De divisies van generaal-majoors Benjamin Huger en John B. Magruder lagen ten zuiden van de rivier tegenover de hoofdmacht van het Noordelijke leger. Zo concentreerde Lee ongeveer 65.000 soldaten tegen 30.000 Noordelijken terwijl er maar 25.000 soldaten overbleven om Richmond te verdedigen tegen 60.000 Noordelijken. Het was een plan vol risico’s die veel planning zou vergen. Lee wist dat hij een belegering of een uitputtingsslag niet kon winnen. De Zuidelijke cavalerie van J.E.B. Stuart had Porters rechterflank verkend (die deel uitmaakte van een huzarenstuk waarbij Stuart het volledig vijandelijke leger had omreden tussen 12 en 15 juni.) Hij kwam tot de vaststelling dat Porters flank te meest kwetsbare was. McClellan was op de hoogte van Jacksons aanwezigheid bij Ashland Station. Toch deed hij niets om Porters korps te versterken.
Volgens Lee’s plan zou Jackson op 26 juni de aanval openen op Porters flank. Generaal-majoor A.P. Hills lichte divisie zou via Meadow Bridge moeten oprukken nadat hij de eerste kanonschoten gehoord had van Jackson. Daarna diende hij op te rukken naar Mechanicsville om de stad te zuiveren van Noordelijke troepen en doorstoten naar Beaver Dam Creek. De divisies van generaal-majoors Daniel H. Hill en James Longstreet zouden via Mechanicsville de eenheden van A.P. Hill en Jackson ondersteunen. Via deze flankeerbeweging hoopte Lee dat Porter zich zou terugplooien achter de Creek. Zo zouden A. P. Hill en Longstreet de vijandelijke loopgraven niet moeten aanvallen. Ten zuiden van de rivier zouden Huger en Magruder via schijnaanvallen de vier Noordelijke korpsen moeten bezighouden.

## De slag
Lee’s ingenieus plan liep verkeerd van bij de aanvang. Jacksons soldaten, nog moe van de recente campagne en geforceerde marsen, liepen 4 uur achter op het voorziene tijdsschema. Rond 15.00u opende de ongeduldige A.P. Hill op eigen initiatief de aanval met 11.000 soldaten. De Noordelijke eenheden van brigadegeneraal George A. McCall moesten zich terugtrekken naar Beaver Dam Creek. McCall werd versterkt met de brigades van John H. Martindale en Charles Griffin. Zo versterkte Porter zijn rechterflank. Daar slaagden de 14.000 Noordelijke soldaten, ondersteund door 32 kanonnen en beschermd goede loopgraven om de ene vijandelijke aanval na de andere af te slaan met zware verliezen voor de Zuidelijken.
Jackson arriveerde ter plaatse in de late namiddag. Hij deed verder niets omdat hij noch A.P. Hill of D.H. Hill vond. Hoewel de slag binnen gehoorsafstand woedde, gaf hij het bevel om de tenten op te slaan voor de komende nacht. A.P. Hill, met Longstreet en D.H. Hill achter hem ter ondersteuning, viel opnieuw aan. Opnieuw werd zijn aanval afgeslagen met nog meer slachtoffers tot gevolg.
Jackson viel niet aan. Zijn aanwezigheid dicht bij Porters flank zorgde ervoor dat McClellan Porters korps liet terugtrekken achter de Boatswain’s Swamp, ongeveer 8 kilometer in oostelijke richting. McClellan maakte zich ook zorgen over zijn communicatielijn langs de Richmond and York Railroad. Daarom besliste hij om zijn bevoorradingslijn te verplaatsen naar de James rivier. Dit strategisch besluit betekende dat hij de spoorweg opgaf waardoor een beleg van Richmond onmogelijk werd.

## Gevolgen
Deze slag kan beschouwd worden als een Noordelijke tactische overwinning. De Zuidelijken hadden veel soldaten verloren zonder één enkel doel bereikt te hebben. In plaats van 60.000 soldaten die de vijandelijke flank zouden bestormen en vernietigen, werden er slechts 15.000 soldaten ingezet. De Zuidelijken hadden 1.484 soldaten verloren tegenover 361 voor Porter. Lee was ontgoocheld in Jacksons optreden en de slechte communicatie. Ook de verwarrende geschreven orders van Lee en de foute inschattingen van zijn officieren speelde eveneens een rol.
Ondanks de tactische overwinning voor de Noordelijken verloor McClellan het initiatief. Hij trok zijn leger terug. De volgende dag werd Porter opnieuw aangevallen bij Gaines' Mill.